# Liste des villes s'appelant Paris
Cet article présente une liste des villes s'appelant Paris dans le monde.
Il existe plusieurs villes dans le monde portant le nom Paris, la plus importante étant la capitale de la France ; la plupart des autres portant ce nom en hommage à la ville de Paris en France.

## Liste des villes s'appelant Paris

### France
- Paris, capitale du pays, commune de 2,2 millions d'habitants, aire urbaine de plus de 12 millions d'habitants (au 1er janvier 2012) dont l'agglomération regroupe 10,5 millions d'habitants (1er janvier 2011)

On retrouve aussi :
- Paris-l'Hôpital, Bourgogne
- Paris-Plage, Pas-de-Calais
- Le Touquet-Paris-Plage, Pas-de-Calais

### Danemark
- Paris, Lemvig, Danemark (da)

### États-Unis
Il existe de nombreuses villes portant le nom de Paris aux États-Unis :
- Paris (Texas, 24 476 habitants en 2020) : qui a donné son nom au film Paris, Texas de Wim Wenders.
- Paris (Tennessee, 10 316 habitants en 2020) : on y trouve une réplique de la tour Eiffel (Paris, Tennessee) (en).
- Paris (Kentucky, 10 171 habitants en 2020)
- Paris (Illinois, 8 291 habitants en 2020)
- Paris (Maine, 5 183 habitants en 2020)
- Paris (New York, 4 332 habitants en 2020)
- Paris (Arkansas, 3 176 habitants en 2020)
- Paris (comté de Kenosha, Wisconsin, 1 397 habitants en 2020)
- Paris (Missouri, 1 161 habitants en 2020)
- Paris (comté de Grant, Wisconsin, 655 habitants en 2020)
- Paris (Idaho, 541 habitants en 2020)
- Paris est l'ancien nom de Beresford (Dakota du Sud)
- Paris (Indiana) (en)
- Paris (Iowa) (en)
- Paris (Michigan) (en)
- Paris (Mississippi)
- Paris (Stark County, Ohio) (en)
- Paris (Oregon) (en)
- Paris (Pennsylvanie)
- Paris (Virginie)

On trouve aussi des villes où Paris est une partie du nom :
- South Paris (Maine)
- West Paris (Maine)
- Saint Paris (Ohio)
- Paris Township , nom porté par plusieurs villes des États-Unis.

### Canada
- Paris (Ontario, 11 763 habitants en 2011)
- Paris (Yukon, ville fantôme)

### Gabon
- Paris (Moyen-Ogooué)

### Panama
- Paris (Panama) (es) localité du district de Parita dans la province de Herrera, 1 070 habitants.

### Russie
- Parij (oblast de Tcheliabinsk) : on y trouve une réplique de la tour Eiffel.
- Paris (ru) (Bachkirie).

### Kiribati
- Paris, village abandonné sur l'île Christmas en République des Kiribati.

### Suède
- Paris och Wien (sv) (comté de Stockholm)

### Ukraine
- Vesely (Boudjak, Bessarabie), anciennement appelée Paris : jadis peuplée de colons allemands.